# Ilyass Derfouf
Ilyass Derfouf est un acteur marocain né en 1991 à Oujda. C'est aussi une personnalité de la télévision.
Son interview de l'actrice française Isabelle Caro, qui souffre d'anorexie, est renommée sur la télévision marocaine.
Il a participé au 66e Festival du film de Venise,.